# Trainz
Trainz, eller Trainz Railroad Simulator (i Storbritannien Trainz Railway Simulator), är en tågsimulator, där målet är att köra tåg ungefär som man kör en modelljärnväg. Man kan köra tåg, bygga järnväg, industrier och landskap. 
Det finns således olika möjligheter att använda programvaran till utifrån eget intresse.

## Spelfunktion
Tåg, stationer och industrier kan vara interaktiva såtillvida att de transporterar passagerare, hanterar av- och påstigande och industrierna konsumerar och producerar gods av olika slag. Exempelvis kan en speluppgift vara att transportera gods mellan två industrier, eller köra pendeltågstrafik i en storstad med högt passagerarantal vid högtrafiktider. Man kan även köra passagerare mellan stationer och försöka hålla en fördefinierad tidtabell. 

### Byggläge
I spelet kan man utgå från en färdig bana och köra tåg enligt spelanvisning, men även banbygge är en vanlig form av spelförströelse. I byggläget kan man inte köra några tåg eller få funktioner att samspela men man kan skapa landskapet och placera ut hus, spår, buskar och träd mm. I Byggläget regleras även hur tåg skall fungera, varifrån de skall starta och vart de skall köra. Bäst görs detta dock i form av en session, se nedan.

### Sessioner
Man kan skapa olika  sessioner, för olika körsituationer i en och samma anläggning. Det kan vara olika tidpunkter på dygnet som illustreras i olika sessioner, eller olika epoker i en trakt - exempelvis 1950-talet eller 1990-talet med olika förutsättningar och kanske med olika hus- och spåruppsättningar. En session editeras på motsvarande sätt som byggläget.

### Körläge
Körläget används för att få de i programmet förekommande objekten att samspela enligt inbördes regler eller i Byggläget uppsatta regler. Man kan inte bygga vidare på banan i Körläget. En körsituation kan sparas och återupptas senare. Fordonens läge och industriers status sparas.

## Objekt
Normalanvändaren använder färdiga objekt som finns i programmets datakatalog över hus, träd, industrier, lok och vagnar. Styrkan hos systemet är att man kan använda sig av nya objekt som man själv kan skapa utifrån tillverkarens anvisningar och sedan dela med sig av. Användare världen över skapar och delar med sig av objekt antingen genom att ladda upp dessa till tillverkarens portal eller dela på annat sätt via internet.  Dessa objekt kan vara mer eller mindre avancerade. Det finns enkla objekt som kan bestå av exempelvis en enkel box klädd med sidor liknande en trälåda som man placerar ut i terrängen som illustration till avancerade objekt, exempelvis ett ånglok med massvis med rörliga delar, konsumtion av vatten och kol, utsläpp av rök, vattenånga och ljud. Objekten kan ha samband med andra objekt och påverka/påverkas av dessa. Ett exempel är en järnvägssignal, som kontrollerar om ett tåg får passera signalen, styra en annan signal, exempelvis en försignal, kontrollera en järnvägsväxels läge (olika signalbilder beroende på tågväg) och växla signalbild utifrån detta. 

## Fleranvändare
Användare kan ansluta sig till varandra genom en funktion iPortal Basic som möjliggör trafik mellan olika anläggningar och användare. Sedan version Trainz Simulator 2012 kan även flera användare köra på en gemensam anläggning.

## Avancerad användning
Trainz kan användas för att bygga en modell av verkligheten. Med hjälp av speciella importprogram kan höjddatamodeller och geografiska objekt importeras till spelet för att återskapa en digital avbildning med funktion av verkligheten. Konsultfirmor använder programmet för vissa typer av simuleringar och visualisering.

## Versioner
- Trainz Beta 0.9
- Trainz Community Edition (TCE)
- Trainz Railroad Simulator 2004 (TRS2004)
- Trainz Railroad Simulator 2004 Deluxe (TRS2004 Deluxe)
- Trainz Railroad Simulator 2006 (TRS2006)
- Trainz Railroad Simulator 2007 (TRS2007)
- Trainz Driver (TDE)
- Trainz Classics (TC)
- Trainz - The Complete Collection (TCC)
- Trainz Simulator 2009 - World Builders Edition (TS2009-WBE)
- Trainz Simulator 2009 - Engineers Edition (TS2009-EE)
- Trainz Simulator 2010 - Engineers Edition (TS2010)
- Trainz Simulator: iPad, Android
- Trainz Simulator 2012 (TS2012)
- My First Trainz Set
- Trainz Simulator: Mac
- Trainz: A New Era (TANE)